# Aeroportul Otjiwarongo
Aeroportul Otjiwarongo (IATA: OTJ, ICAO: FYOW) este un aeroport din Namibia ce deservește zona Otjiwarongo. A fost numit după zona deservită.
Situat la o altitudine de 1.475 m, aeroportul dispune de o singură pistă.